# Тисовец (спортивный комплекс)
Тисовец — спортивный комплекс Министерства Обороны Украины и место тренировок Олимпийской сборной Украины, расположенный в Карпатах, в Стрыйском районе Львовской области (Украина),
Туристическо-спортивный комплекс и горнолыжный курорт Тисовец, расположен у верховья реки Тисовец (бассейн Днестра) на высоте 750 м выше уровня моря. Курорт Тисовец находится в живописной долине на расстоянии 2 км от Орявчика, 32 км от Сколе и 142 км от центра Львовской области — города Львова.
Спорткомплекс размещен вдалеке от населенных пунктов. Имеется несколько зданий, в том числе гостиница, спортзал, столовая, гостевые коттеджи, объекты спортивной инфраструктуры: большой горнолыжный кресельный подъёмник, проложенный от гостиницы к спускам, три более коротких бугельных подъёмника на горе.
Имеется оборудованная трасса для биатлона.
Есть в Тисовце и спуск для начинающих горнолыжников и сноубордистов.
Имеется несколько пунктов проката горнолыжного снаряжения и др.
Климат в Тисовце — умеренно континентальный, зимы здесь не очень суровые, а лето — тёплое. Снег на Тисовцев выпадает в декабре и сохраняется до начала марта. В среднем за год в Тисовце выпадает 735 мм атмосферных осадков, большее их количество — в июле, меньшее — в январе.

## Ссылка
- Тисовец. ГОРНОЛЫЖНЫЙ КУРОРТ — ТУРБАЗА ТИСОВЕЦ
- Официальный сайт базы: tysovets.ist.ua